# Pépouza
Pépouza est une ancienne ville de Phrygie, en Asie mineure (aujourd'hui en Turquie, région Égéenne, province d'Uşak, district de Karahallı).

## Histoire
Du milieu du IIe siècle, peut-être jusqu'au milieu du VIe siècle, Pépouza a été un bourg-forteresse, siège de la communauté chrétienne montaniste, où les montanistes espéraient l'avènement de la Jérusalem céleste (ainsi que dans la ville voisine de Tymion). Des femmes furent prophétesses dans cette communauté.
Des campagnes de fouilles, impliquant notamment le chercheur allemand Peter Lampe (en) ont permis de mettre en évidence un site probable pour l'implantation de Pépouza, occupé de façon continue de la période hellénistique à l'époque byzantine.
Selon la Chronique de Michel le Syrien, le lieu de culte des pépouziens aurait été détruit par Jean d'Éphèse au milieu du VIe siècle, à la demande de l'empereur Justinien.